# John Forster
John Forster (Newcastle upon Tyne, 2 aprile 1812 – Londra, 2 febbraio 1876) è stato un critico letterario, scrittore e biografo inglese.

## Biografia
Forster nacque a Newcastle-upon-Tyne. Suo padre era un commerciante di bestiame. Ben formatosi sui classici e nella matematica alla The Royal Grammar School, nel 1828 Forster andò alla University of Cambridge, ma dopo solo un mese si trasferì a Londra, dove frequentò i corsi dello University College, e in seguito entrò nell'Inner Temple.
I suoi principali interessi erano letterari. Contribuì ai giornali The True Sun, The Morning Chronicle e The Examiner, dei quali era critico letterario; e l'influenza della sua forte personalità lo fece presto emergere. Lives of the Statesmen of the Commonwealth (1836-1839) apparve parzialmente nella Cyclopaedia di Nathaniel Lardner. Forster pubblicò poi a parte l'opera nel 1840 insieme a Treatise on the Popular Progress in English History. Il saggio ebbe subito immediato successo, facendo di Forster una figura prominente nel ristretto e distinto circolo di uomini di lettere di cui facevano parte Edward Bulwer-Lytton, Thomas Noon Talfourd, Albany Fonblanque, Walter Savage Landor, Robert Browning, Thomas Carlyle e Charles Dickens.
Si dice che Forster sia stato fidanzato con Letitia Landon, ma il fidanzamento fu rotto, e lei sposerà George Maclean. Nel 1843, Forster venne ascritto all'Albo degli avvocati, ma non esercitò mai la professione di legale.
Nel 1858, Forster fu nominato Segretario della Commissione sulla Tutela della Salute Mentale e dal 1861 al 1872, ha ricoperto la carica di Commissario della suddetta commissione. La sua preziosa collezione di manoscritti, comprese le copie originali dei romanzi di Charles Dickens, insieme con i suoi libri e immagini, è stata lasciata in eredità al South Kensington Museum.

## Opere
Per qualche anno tenne la rubrica Foreign Quarterly Review; nel 1846, dopo che Charles Dickens lasciò l'incarico, diresse il Daily News; e, dal 1847 al 1856 diresse il The Examiner. Dal 1836 in avanti, contribuì all'Edinburgh Quarterly e ancora al Foreign Quarterly Reviews con una varietà di articoli, qualcuno dei quali venne ristampato nei due volumi del Biographical and Historical Essays (1858).
Nel 1848 vide la luce l'ammirabile Vita e Tempi di Oliver Goldsmith (revisionato poi nel 1854). Continuando le sue ricerche sulla storia inglese, nel 1860 pubblicò Arrest of the Five Members by Charles I: a Chapter of English History rewritten, e The Debates on the Grand Remonstrance, with an Introductory Essay on English Freedom. A questi fecero seguito Sir John Eliot: Una Biografia (1864), elaborazione di uno dei suoi primi studi per Lives of Eminent British Statesmen.
Al 1868 risale l'opera Life of Landor. Alla morte del suo caro amico Alexander Dyce, Forster si impegnò a far pubblicare la sua terza edizione delle opere di Shakespeare. Per diversi anni raccolse materiale per una biografia di Jonathan Swift, ma interruppe il lavoro per scrivere Vita di Charles Dickens. Forster fu a lungo intimo amico del romanziere, ed è grazie alle sue opere su di lui che John Forster è principalmente ricordato oggi. Il primo volume apparve nel 1872, e la biografia venne completata nel 1874.
Verso la fine del 1875 il primo volume del suo Vita di Swift fu pubblicato; e stava ultimando il secondo quando la morte lo colse nel febbraio del 1876.